# 歡樂假期
《歡樂假期》是中國電視公司（中視）星期六或星期日午間綜藝節目，1970年4月5日開播，1989年3月5日停播，是中視最長壽的綜藝節目。
節目早期任用鼓霸大樂隊擔任伴奏，首任製作人謝騰輝之胞弟謝守彥擔任指揮；後期則任用中視大樂隊擔任伴奏，林家慶擔任指揮。

## 概述
《歡樂假期》是中視第二個現場直播的綜藝節目、第一個外銷至台灣境外（包括美洲、菲律賓、新加坡、加拿大、印尼等地）的台灣電視節目。
《歡樂假期》第一代製作人是鼓霸大樂隊創辦人兼團長謝騰輝，謝騰輝把當時鼓霸大樂隊的四個特色——「業餘試唱」、「樂隊演奏」、「與歌舞之配合」、「與合唱之配合」——在《歡樂假期》裡加以發揚。參加《歡樂假期》現場試唱的觀眾，須先予以「試唱前的試唱」，經過這層甄選了才能上電視試唱，以維持演出水準。謝騰輝也決定，《歡樂假期》以歌唱為主，舞蹈為輔。《歡樂假期》第一代主持人是朱燕文，她是謝騰輝的「燕字輩」得意門生，曾經先後在金龍酒店、雲海飯店及高雄市的歌廳主持許多大型節目。當時已退出歌壇的前國賓鼓霸樂隊台柱羅勃蔡，則答應謝騰輝在《歡樂假期》復出。
1970年4月5日下午，《歡樂假期》在台北市三軍托兒所現場直播第1集，朱燕文主持，當天到場的來賓約有一千多人。該日13時10分，《歡樂假期》在國賓鼓霸樂隊的開場樂聲中開播，第一位出場者是中視基本歌星羅江。羅江先後唱了〈鑽石〉與〈秋風飄落葉〉，歌壇新人劉燕青唱〈媽媽送我一個吉他〉，業餘試唱者鍾美鳳唱了〈加多一點點〉與〈上花轎〉，中視歌星張瑠瓊唱了〈靜靜的河邊〉與〈一夜纏綿〉，國賓鼓霸樂隊演奏拉丁樂曲〈T for Tewo〉，銀燕姊妹合唱〈野餐〉與〈世事多變化〉，鄧麗君唱了〈珊瑚戀〉與電影《謝謝總經理》的一首插曲，最後是洪燕萍出場。該日14時15分，《歡樂假期》第1集準時結束。
1970年7月5日13時10分，《歡樂假期》在台北市金華街北區大專學生社團活動中心首次現場直播，謝騰輝指揮國賓鼓霸樂隊與豪華鼓霸樂隊同時伴奏，全部演奏曲都經過改編以適應身歷聲效果。
在謝騰輝之後的《歡樂假期》製作人有卓文伯、黃義雄等，1975年4月以後的製作人是黃義雄。某日，黃義雄在和其朋友交談時得知《歡樂假期》將有變動，因為《歡樂假期》原來的製作單位想停止承製，而這些廣告界的人想承包廣告，但是苦於處理不了《歡樂假期》製作與廣告承包的事，遂找黃義雄來幫忙。黃義雄接受了朋友提出的條件，承接《歡樂假期》的製作。黃義雄的朋友與中視談判，決定保留《歡樂假期》的節目名稱與型態，待卓文伯團隊與中視合約到期時將《歡樂假期》製作權交接給黃義雄團隊。黃義雄與卓文伯談判，卓文伯承諾交接時留五人給黃義雄，不足的人則由黃義雄自己找人補位。1975年，《歡樂假期》製作權終於如期交接，黃義雄與其一位朋友共同掛名《歡樂假期》製作人。1975年4月，黃義雄團隊版《歡樂假期》開播。1978年，黃義雄成立百是傳播，繼續製作《歡樂假期》。
1978年1月，《歡樂假期》加強製作短劇，使節目型態改為以短劇為主的綜藝節目，並計劃不斷推出有益觀眾身心健康的新單元；同時在佈景、道具方面，力求新穎與變化，使節目內容更富人情味，尤其是靈活運用小道具以突破有限空間。 1978年4月23日，《歡樂假期》自第178集起再次創新型態：以特約方式邀請全球知名魔術師表演魔術，每集穿插5至10分鐘的魔術表演，第一位特約魔術師是蕭東嶽；邀請「劉黎瑛舞蹈團」表演現代舞，以純舞蹈表現具有趣味性的內容；另推出笑話表演單元〈趣談〉與猜謎單元〈觀眾現場有獎問答〉。
《歡樂假期》主持人數度更迭，惟以包國良為最著名。包國良主持《歡樂假期》期間，費貞綾曾任助理主持人；春華就讀輔仁大學期間，曾任《歡樂假期》外景主持人。1981年2月1日，《歡樂假期》暫停原訂型態，改播長達90分鐘的時報創作民歌獎專輯，主持人是朱友龍與包國良；該專輯內容除了時報創作民歌獎頒獎典禮實況以外，也發表已由音樂界套譜的得獎歌曲，並邀請最能表現該曲意境的民歌手來演唱。1983年6月19日，《歡樂假期》經充實節目內容、加強新單元之後，播映時間改為星期日12:45～14:25。 1983年7月至1983年11月，《歡樂假期》率先打破了台灣電視史早期綜藝節目的歌唱或舞蹈表演型態，完全採取戶外轉播（Outdoor Broadcasting；OB）作業，並推出〈水上假期〉。 1983年11月，張淑娟、寇紹恩接手主持《歡樂假期》。1984年2月26日，《歡樂假期》型態從〈來電大競賽〉改為〈趣味大競賽〉，包國良恢復主持《歡樂假期》。
1986年8月上旬，《歡樂假期》錄影地點從翡翠灣移至台北新公園。 1986年10月13日，《歡樂假期》錄影地點從台北新公園移至攝影棚內。 1986年12月，《歡樂假期》改版，推出8個遊戲單元，以高額獎金吸引觀眾，將綜藝與遊戲融在一起，且將中視大樂隊穿插其中，並請中視大樂隊指揮林家慶編曲設計不同音樂用於不同情境，美術指導江義輝策劃運用不同佈景配合不同遊戲。
1987年2月，《歡樂假期》型態從〈趣味大競賽〉改為〈快樂大進擊〉，王夢麟接任主持人，楊麗菁擔任助理主持人，王夢麟說：「我的壓力很大：有些人認為是我把包國良擠下來，事實上並不是如此，而是製作單位請我來主持的！」 1987年3月，馬維欣接任助理主持人。 1987年3月末某日，《歡樂假期》開錄前，王夢麟突然胃痛、胸口悶痛，被百是傳播送急診；中視節目部立即召趙樹海代班主持《歡樂假期》。 不久，王夢麟請辭，趙樹海接手主持《歡樂假期》。

《歡樂假期》最後一集

1988年末，面對中華電視台大型戶外綜藝節目《百戰百勝》的挑戰，《歡樂假期》趣味競賽型態改為明星隊對抗觀眾隊。 1989年，為了全心策劃中視綜藝節目《歡樂一百點》，黃義雄決定《歡樂假期》自1989年3月5日起停播，接檔節目是台灣電影文化公司製作的警匪動作電視劇《大警網》。
1989年3月2日，《歡樂假期》錄製最後一集，是中視最長壽的綜藝節目，末代導播白汝珊是開播時的助理導播；趙樹海帶領全體來賓切蛋糕慶祝《歡樂假期》20週年，黃義雄被趙樹海率先澆一盆冷水，全體來賓拿起蛋糕塗抹黃義雄臉頰，現場一片笑鬧聲。 1989年3月5日，《歡樂假期》播映最後一集。 1989年3月12日12:45～14:00，《大警網》開播，製作人是劉捷與曾光雄，執行製作是章森，主要演員是林偉生、孫亞東、楊芊慧、上官靈鳳、羅婷婷。
《歡樂假期》各時期播映時間與播映集數如下：
- 1984年1月8日至1984年12月20日：第471～522集，播映時間為星期日12:45～14:30。
- 1985年1月6日至1985年12月29日：第523～574集，播映時間為星期日12:45～14:30。
- 1986年1月5日至1986年12月28日：第575～626集，播映時間為星期日12:45～14:30。

## 無副標題時期的單元
〈新孔〉
觀眾參加的歌唱單元。
〈歡唱列車〉
內容不詳，待考。
〈大特寫〉
內容不詳，待考。
〈韻律人生〉
舞蹈競賽單元。不限舞蹈類型，例如王瑞的踢躂舞與楊美蓮的現代舞同台競賽。
〈謝幕致辭〉
來賓在每集收播前致辭並合唱作結，通常合唱的歌曲是華萱萱的歌〈我們永遠在一起〉。
〈精打細算〉
專為夫妻觀眾製作的估價遊戲單元，陳明利與包國良主持，每集邀請三對夫妻觀眾與來賓二人參加。來賓將估價物介紹給三對夫妻，估價物可能是一頭牛、一隻青蛙、一件古董等令人難以猜到的東西。陳明利會告知觀眾估價物的最低及最高價格，請觀眾於此價格帶內猜估價物之價格。節目中設立一個「超級市場」，內有數以千計的物品。三對夫妻將依猜價結果分別在指定的時間內任意採購新台幣兩萬元、新台幣一萬元、新台幣五千元的獎品。觀眾報名參加的辦法是：將姓名、職業、地址及電話號碼寫在明信片上，寄至「台北市松江路129號 國華廣告公司『精打細算』收」。
1978年1月8日停播。
〈趣談〉
在魔術表演後播的笑話表演單元。主持人與來賓在2至3分鐘內完整講出一個笑話，緩和觀眾看完魔術後的緊張心理，也讓觀眾從笑話中認識不少事物與體驗人生哲理。
〈觀眾現場有獎問答〉
該放現場觀眾參加的猜謎單元，取材富於教育意義。
〈假期新聞〉
田路路主持的軟性新聞單元，全以ENG拍攝，報導中視藝人動態，也在詼諧幽默中傳達生活須知、實用知識、國民旅遊介紹等；後者內容取材於百科全書、報紙、雜誌等。本單元是華視綜藝節目《綜藝100》的招牌單元〈星際新聞〉的先驅。
〈抬槓〉
不固定的一男一女藝人固定穿長袍、戴瓜皮帽、手執小木棍進場，提出自己針對某個問題的看法。設定的問題以知識性的問題為主，例如：「一個人害羞時為何會臉紅？」透過兩人的辯論帶出正確答案，在無形中傳播知識。
〈繞口令〉
藝人挑戰講繞口令，笑點是舌頭一時轉不過來所造成的趣味性。
〈熱門話題〉
討論一星期內之熱門新聞。
〈幕前幕後〉
拍攝演藝圈內生活。
〈影歌星家居生活〉
拍攝藝人家居生活。
〈韻律人生狄斯可〉
迪斯可競賽單元，分為單人組與雙人組，每組表演時間為1分30秒，一律自選表演舞曲，評分標準為創意40%、舞技40%、服裝20%。八區（台北、新竹、台中、嘉義、台南、高雄、台東、花蓮）預賽入圍者，即可到節目中參加擂台式的決賽。預賽報名者須攜帶報名表、中華民國國民身分證、自選舞曲唱片。預賽入圍參加決賽者，依路程遠近獲得補貼交通費。
決賽首次比賽為4組預賽入圍者分2組（1組對1組）比賽，最終優勝者即成為衛冕者；產生衛冕者後，另外2組預賽入圍者互爭挑戰權，取得挑戰權者向衛冕者挑戰。決賽獎金制度為累進制：首度衛冕者獎金新台幣1000元，二度衛冕者獎金新台幣2500元，三度衛冕者獎金新台幣4500元，四度衛冕者獎金新台幣7000元，五度衛冕者獎金新台幣10000元，六度衛冕者獎金新台幣13500元，七度衛冕者獎金新台幣17500元，八度衛冕者獎金新台幣22000元，九度衛冕者獎金新台幣27000元。衛冕失敗者，獎金減半。十度衛冕者可獲得最高獎金新台幣32500元與一面「狄斯可舞王」或「狄斯可舞后」獎牌。
1980年6月15日，《歡樂假期》製作單位公告中視編審組審核通過的20首迪斯可舞曲清單，參賽者須在此20首中自選3首參賽，自選其他舞曲者將不被受理。 這20首舞曲是：
①Disco Fever
②Singing in the Rain
③It's All Right
④Gimme, Gimme, Gimme
⑤Last Train to Landon
⑥Let It All the Music
⑦Macho
⑧I Was Made for Dancing
⑨Staying Alive
⑩Jrageby
⑪I Only Wanna Get Up and Dance
⑫Born to Be Alive
⑬Disco Queen
⑭Bahama Mama
⑮Gotta Go Home
⑯Boogie Woogie Dancing Shoes
⑰Stomp
⑱Funky Town
⑲On and on
⑳Boogie Wonderland
〈阿花日記〉
田路路主演的短劇單元。
〈老喬的故事〉
喬華國主演的短劇單元。
〈鳳飛飛熱線〉
專為鳳飛飛訂做的單元。
〈美容設計專欄〉
1981年1月25日開播，美髮專家徐鈴鹿主持美髮專欄。美髮專欄開放女性觀眾將自認最好最得意的髮型拍成正面半身照片寄來，給專家評定選擇；每週邀請數名來信的觀眾到現場來，專家依據各人臉型的特徵，重新給各人設計一種更合適的髮型；重新設計的髮型將與照片中的髮型作比較，讓觀眾尋找適合自己的髮型。
〈創作歌謠排行榜〉
1981年2月8日開播，是《歡樂假期》、《民生報》、警廣節目《平安夜》、亞洲之聲節目《心橋》、亞洲之聲節目《音樂的夢》合辦的流行歌曲排行榜，介紹每週最受歡迎的歌曲，也向觀眾推薦具有潛力的新歌。觀眾可投票給自己喜愛的歌曲。開播時，該排行榜已進入第28週。
〈最喜愛的歌〉
包國良訪問歌星，歌星演唱一首自己最喜愛的歌。

## 有副標題時期的副標題及其型態

### 水上假期
1983年7月至1983年11月的型態，是《歡樂假期》首次大幅度改變節目型態，取消原本的歌唱部分，錄影現場搬至臺北縣石門鄉海邊，主持人是包國良。 1984年夏季復播，再次將錄影現場搬至台北縣石門鄉海邊。

### 來電大競賽
1983年11月至1984年2月19日的型態，型態是觀眾參加的室內趣味益智競賽，主持人是張淑娟、寇紹恩，助理主持人是五位「來電天使」（袁平、戚惠如、呂秀萍、文南茜、張錦慧）。內含〈來電時間〉、〈歪打正著〉、〈搭錯線〉、〈眼明手快〉、〈一秒千金〉、〈購物活動〉、〈糊塗大鏢客〉、〈1983大驚喜〉、〈金算盤〉、〈擺擺看〉、〈賓果〉、〈紅藍大家猜〉等單元。
各單元簡介如下：
〈來電時間〉
五位來電天使從觀眾寄來的明信片中抽出五位觀眾，請他們下星期到現場來參加遊戲。
〈歪打正著〉
三位藝人分別站在三個窗口後。觀眾選擇自己喜愛的藝人，猜其站在哪一個窗口，並朝其投擲蛋糕。猜中一次者可獲得新台幣一千元，猜中兩次者可獲得新台幣兩千元，三次都猜對者可獲得新台幣一萬元。
〈搭錯線〉
現場佈置一個游泳池，游泳池上有一個藍色拉環與一個紅色拉環。觀眾猜對拉環顏色，會使坐在游泳池上端的第一位藝人落水，自己則可獲得新台幣一千元。觀眾猜對拉環顏色而使第二至五位藝人落水，則可分別獲得新台幣兩千元、新台幣五千元、新台幣一萬五千元、新台幣五萬元，只要猜對即可一直猜到獲得新台幣五萬元。
〈眼明手快〉
現場佈置一個桌子，桌上有各式圓燈。參賽者手持捶棒，看到哪個燈亮就敲哪個燈，敲到亮燈者得一分，敲到暗燈者扣一分。得分最高者可參加〈一秒千金〉，其他參賽者則可獲得紀念品。
〈一秒千金〉
參賽者在50秒內猜眼前的禮品價格，猜對時所剩秒數乘以一千就是所得獎金，所以最高獎金是新台幣五萬元。參賽者用此獎金參加〈購物活動〉。
〈購物活動〉
參賽者利用〈一秒千金〉所得之獎金，在「來電超級市場」選購禮品，直到將獎金用完。
〈糊塗大鏢客〉
現場準備十支玩具槍，分為五關，每關兩支槍。藝人頂著水球，作為標靶。參賽者猜哪一支槍內有子彈，選定一支槍後朝水球開槍。若參賽者猜對，則水球被子彈擊破，藝人被淋濕，參賽者過關。過第一至五關者可分別獲得新台幣一千元、新台幣兩千元、新台幣五千元、新台幣一萬五千元、新台幣五萬元，未過關者獎金減半。
〈1983大驚喜〉
現場準備五個球，分別標示「1」、「9」、「8」、「3」、「年」。主持人啟動開獎機，以開獎機滾出來的五球排列情形決定參賽者獎金，例如：排列成「1983年」者可獲得新台幣五萬元，排列成「8931年」或「年8931」者可獲得新台幣8931元，排列成「39年18」者可獲得新台幣18元，排列成「1年983」者可獲得新台幣983元。
〈金算盤〉
三位參賽者在五秒內估價同一物品，估價最接近底價者可參加〈擺擺看〉。
〈擺擺看〉
現場準備0～9的數字牌各四個，參賽者自由選擇數字放在「千」、「百」、「十」、「個」等四個框，有四次機會。數字由大至小，位數由高至低，才有獎金。若有同一數字出現兩次，則獎金再加新台幣一萬元；若有同一數字出現三次，則獎金再加新台幣三萬元；若有兩個不同數字同時出現兩次，則獎金再加新台幣兩萬元。
〈賓果〉
現場有三樣獎品，觀眾猜獎品價格，猜對者可獲得此獎品。
〈紅藍大家猜〉
是每集最後一個單元。一個紅球與一個藍球從高處滾下，觀眾將兩球的正確排列順序寫在明信片上並寄給製作單位，猜對者即可到現場參加比賽得大獎。

### 趣味大競賽
1984年2月26日至1987年2月的型態，主持人是包國良，每星期邀請20位藝人組成「紅隊」與「藍隊」作趣味競賽。開場白是：「藍隊比賽靠實力，紅隊最會玩遊戲！技術高超最夠力，比賽起來好得意！不像紅隊靠運氣，藍隊老是想作弊！笨手笨腳真洩氣，比賽輸了發脾氣！紅隊啊，不自量力！藍隊啊，回家面壁！」
各單元簡介如下：
〈恐怖接力〉
1986年10月13日開播的室內遊戲單元。參賽者站在一字排開的木板隔間內，一人站一間。在慘綠的燈光下，參賽者透過木板牆上一個只容一隻手通過的小洞，將手上的物品傳給下一位參賽者手上。由左至右傳，直到傳給最後一位參賽者為止。木板隔間使下一位參賽者看不到上一位參賽者傳來的是什麼物體。
〈提心吊膽〉
20位參賽者手牽手圍成圓圈，輪流站在不斷灌水的大氣球下唱歌，看誰會在氣球脹破時正好站在氣球下。
〈烤乳豬〉
參賽者抱住圓筒，儘量保持自己在圓筒旋轉時不會被甩下來，看誰抱住圓筒的時間最長。
〈爸爸懷孕〉
內容不詳。
〈笨鳥亂飛〉
內容不詳。
〈泰山撞牆〉
1986年10月13日開播的室內遊戲單元。在攝影棚內上方吊一根繩子，參賽者前面有泡棉，泡棉對面有一個氣球，參賽者握繩吊過去，想盡各種方法撞破氣球。
〈不給你看〉
兩組參賽者穿著「胖子裝」，想盡辦法移動到對方背後，掀開對方「胖子裝」上的衣服，看對方「胖子裝」背後寫的是什麼字，同時要想盡辦法防止對方看到自己「胖子裝」背後寫的是什麼字。
〈歌唱接力〉
1986年開播的歌唱單元。在時限內，參賽者聽到哪一首歌的音樂旋律就唱哪一首歌，同時模仿原唱者的歌唱特色與台風。
〈外野手〉
1986年開播的遊戲單元。一女一男參賽，兩人腰間繫上橡膠繩。女參賽者碰板子讓球反彈，男參賽者接球，接到者才算得分。參賽者看準方向後必須向前衝，衝力不足者就會因反彈力而摔倒在地上。參賽前會做暖身運動，以免造成運動傷害。
〈泰山一大堆〉
1986年開播的遊戲單元。參賽者握住攝影棚中央樑上的粗繩，像泰山一樣從一端飛到位於另一端的指定區域，太快或太猛者都會飛過指定區域，太慢或太弱者會吊在半空中。最後計算兩隊抵達指定區域之人數，抵達指定區域之人數最多者獲勝。參賽者已抵達指定區域、但在賽程中被隊友擠出指定區域之人數，不列入計算。
〈歡樂八奇兵〉
1986年開播的舞蹈競賽單元，邀請來自菲律賓的八個吉祥物大布偶參賽；這八個大布偶名字分別是「小蜜蜂巧比」（Jollibee）、「牛小妹哞哞」（Lady Moo）、「小奶昔尼可」（Mico）、「咕咕雞琪琪」（Ms. Chicken）、「小漢堡亞米」（Mr. Yum）、「冠軍堡喬姆」（Champ）、「巧利麵海蒂」（Hetty）、「小薯條波波」（PoPo），都是來自速食店中的各種速食名稱。共有八組參賽者：①海蒂扮演通心粉，尼可扮演奶昔，跳迪斯可；②千百惠與李宗盛跳歌仔戲〈梁山伯與祝英台〉；③哞哞扮演牛，琪琪扮演雞，在爵士樂伴奏下跳康康舞；④陳煥昌（小蟲）與鄭麗絲戴大斗笠，跳「採茶舞」；⑤王默君與陸曉丹在兒歌伴奏下，各提一桶裝了彩帶的水桶，將彩帶往對方潑去；⑥亞米穿西裝，巧比穿蜜蜂裝，跳扭扭舞；⑦韓汝與高培鈞各穿一藍一紅的草裙，在熱帶音樂伴奏下不停扭臀；⑧喬姆穿漢堡裝，波波穿薯條裝，在〈嘎嘎嗚啦啦〉伴奏下跳舞。這是吉祥物首次出現於台灣電視節目中。
〈爬山穿衣〉
內容不詳。
〈口口相傳〉
口對口接力傳物競賽單元。
〈趣味上街〉
不定期外景，地上鋪滿榻榻米，邀請路人上場，路人與藝人皆穿著「胖子裝」上場搶球。
〈七上八下〉
參賽者穿著「胖子裝」，身上綁著有安全扣環且繞經滑輪的繩索，參加趣味問題搶答。答錯者會被工作人員拉起繩索，懸在半空中。
〈三寸金蓮〉
四位女藝人脫下自己的鞋子，坐成一排。男藝人戴上眼罩，依四雙腳的腳形、氣味等特徵來猜這四雙腳究竟是誰的腳。猜錯者會被眾人押到沖水器前，按紅色或藍色按鈕，按錯了就會被噴水。
〈心驚肉跳〉
兩隊各派一人頭戴飯鍋做成的鋼盔猜拳，鋼盔上有五支鋼管，五支鋼管各放置一支已被抽掉硫磺的沖天炮。猜拳猜輸者會被對方隊友點燃頭上的一支炮，被點燃的炮只會冒火花。
〈武士運水〉
1986年5月3日在台北新公園音樂台首錄的戶外遊戲單元。參賽者戴上裝了水瓶的頭盔，把頭上的水倒在下一位參賽者頭盔上的水瓶中；最後哪一隊剩下的水最多，就是哪一隊獲勝。黃義雄說，這是百是傳播在思索新單元時突發的靈感：「中東地區的婦女，頭頂功夫了得，不管頭上頂的什麼東西都不會掉下來；我們想到，如果頭上頂的是水，那效果不是很有趣嗎？」
〈大吃客〉
1986年新增的外景大胃王競賽單元，在台北新公園錄影。
〈步步驚魂〉
1986年新增的外景單元，在台北新公園錄影。以六根柱子撐起一塊平板，參賽者站在平板上，對方慢慢將柱子逐一敲倒。
〈我打你〉
1986年新增的外景單元，在台北新公園錄影。參賽者以假繃帶綁住一手，以沒被綁住的另一手舉槍射擊，射不準的就輸了。
〈猜猜我是誰〉
1986年新增的外景單元，在台北新公園錄影。參賽者隔著木板，以手摸對方，猜對方是誰；對方可用各種方法誤導參賽者。參賽者若猜不到，則須被對方摔在麵粉牆上。
〈冰淇淋大賽〉
1986年6月新增的外景單元，在翡翠灣錄影，是福樂食品與百是傳播合辦的冰淇淋大胃王競賽，分為北中南三區競賽，各區冠軍參加總決賽以產生總冠軍。北區冠軍成績為以47秒吃5盒冰淇淋，但未獲得總冠軍。
〈棒打田雞〉
1986年新增的外景單元，在翡翠灣錄影。
〈老鷹抓小雞〉
1986年新增的外景單元，玩法與同名遊戲相同，在翡翠灣錄影。一位藝人當大老鷹，多位藝人與現場觀眾當田雞。
〈看默劇〉
1986年新增的外景單元，在翡翠灣錄影。一人敘述劇情，另一人依劇情內容表演。
〈飛腿撞骨牌〉
1986年新增的外景單元，在翡翠灣錄影。參賽者排成一列，另一端大喊：「踢！」這一端重心不穩的人就會像骨牌般倒下。
〈誰打我〉
1986年新增的外景單元，在翡翠灣錄影。每人輪流上場，上場者會被許多人猛敲，上場者被敲打時既不能回頭看也不能出聲，被敲打後要猜自己是被誰猛敲的。
〈五官拳〉
兩人猜拳，輪流當莊家，猜拳時喊「眼睛」、「鼻子」、「嘴巴」或「耳朵」。下家喊的與莊家喊的相同，下家就輸了。輸家受罰方式，最早為將豬耳、豬鼻等物掛在身上，在翡翠灣錄影時改為在臉上蓋一個大官印。
〈舞蹈大賽〉
1986年新增的外景單元，在翡翠灣錄影。輸家要從6人夾殺中求乾爽，否則會被淋得全身濕。
〈過關潑水〉
1986年新增的外景遊戲單元，在翡翠灣錄影，要以三道關卡決勝負：①將一杯麵粉上的乒乓球吹到杯外，②啃斷甘蔗，③吹氣球。先完成此三道關卡者即可將一大桶水潑向對方，被潑者即使用雨傘也擋不住水勢。 1986年10月13日《歡樂假期》搬回攝影棚內錄影後，三道關卡改為：①咬出水面上的百香果，②穿草裙，③吹氣球。
〈擠怪臉〉
1986年10月13日開播的室內遊戲單元。兩個窗口各黏一張透明塑膠紙，參賽者將臉貼在透明塑膠紙上，用力擠壓透明塑膠紙，直到擠破為止。擠破之後，面前有一杯麵粉，麵粉上有一顆乒乓球，參賽者要將乒乓球吹到杯外。
〈比手劃腳〉
參賽者比手劃腳讓對方猜答案，1986年10月6日以前之答案類型為單字，1986年10月13日以後之答案類型為什麼人在什麼地方做什麼事。
〈歌唱比賽〉
1986年12月新增的歌唱競賽單元。每週遴選四位來賓參賽，四人分為兩組進行對抗賽：首先兩人按鈕選出一首歌，然後兩人各唱一段，最後評審定勝負。每週優勝者再與上週衛冕者進行對抗賽，最後優勝者成為該週衛冕者且能參加〈抽牌子猜底價〉。
〈抽牌子猜底價〉
1986年12月新增的遊戲單元，限〈歌唱比賽〉優勝者參加。包國良公布一個獎品且推出一組6位數字牌，參賽者抽掉一個數字牌。剩下的5位數字與該獎品底價相符者，參賽者即獲得該獎品。
〈打倍數〉
1986年12月新增的遊戲單元。觀眾將最近三個月內電費單的影印本寄給百是傳播，百是傳播從電費單堆中抽出幸運觀眾三人參賽。百是傳播另邀一位藝人帶自家的電費單來參賽。被抽中的觀眾可獲得百是傳播代繳電費單上同等金額的電費，還可到現場來參加各單元的競賽。
玩法如下：現場立起一個大圓盤，盤上標示1倍至50倍，參賽者輪流投球打盤上倍數，顯示器顯示個人成績。打中最高倍數者即成為該集的優勝者，獲得電費單上金額乘以打中倍數所得的獎金，且能參加〈對對胡〉；但若該集優勝者為藝人，則必須將其參加〈對對胡〉的權利讓給現場觀眾。
〈對對胡〉
1986年12月新增的遊戲單元。所用道具板分為9格，格中有「＄」開頭的金額及獎品的分割圈，也有「爆」字。參賽者若選到「＄」則將其擺在「1」，若選到金額則將其擺在「2」、「3」、「4」，若選到獎品的分割圈則將其擺在「5」、「6」。先拼成獎金符號及獎金者，獲得該牌所標示的獎金；先拼成獎品分割圈者，獲得該牌所標示的獎品。在遊戲進行中尚未拼成獎金或獎品，就先抽到「爆」字者，即遭出局，同時結束遊戲。
〈擺擺看〉
1986年12月新增的遊戲單元。現場設有0~9的數字牌四組，給參賽者自行抽取，放入「仟」「佰」「拾」「個」空格中，但數字排列方式必須是由大至小。
〈聯想猜物〉
1986年12月新增的猜謎單元。現場推出一精美物品給參賽者猜，猜中者獲得該物且能參加〈換不換〉。
〈換不換〉
1986年12月新增的遊戲單元。現場佈景上掛起30個信封，每個信封內註明各個獎品內容或獎金金額，從原子筆到昂貴家電都是獎品內容。只有包國良知道獎品內容或獎金金額。參賽者開始抽選後，包國良會出價欲買回獎品或獎金，參賽者自行決定賣不賣。
〈通訊抽獎〉
1986年12月新增的遊戲單元。以歌星現場演唱的流行歌曲或包國良訪問歌星的內容作為題目，觀眾將答案寫在明信片上並寄至百是傳播參加抽獎。每週公開抽獎，得獎的觀眾可獲得一份獎品。

### 快樂大進擊
1987年2月至1989年3月5日的型態，著重在各項趣味競賽。此時期單元如下：
〈卡拉OK歌唱大賽〉
1987年2月開播的歌唱競賽單元。參賽者資格分為兩大類：第一類是「俊男美女」，以外貌吸引人；第二類是「已婚男女」，以親切為號召。羅小雲（中廣著名主持人）、林家慶、趙樹海與陳淑樺擔任首批評審。
〈精打細算〉
1987年2月開播的遊戲單元，限〈卡拉OK歌唱大賽〉優勝者參加。王夢麟揭曉一個獎品，工作人員推出一組已設定完成的六個數字牌，參賽者任意抽掉一個數字牌。若剩下的數字與該獎品底價相同，則參賽者獲得該獎品。
〈喜從天降〉
1987年2月開播。百是傳播從觀眾寄來的電費單影印本中抽出三位觀眾，該三位觀眾以〈打倍數〉的方式爭取獎金。
〈金頭腦〉
1987年2月開播，內容包羅萬象，兼具知識性與趣味性，經常帶給觀眾流行訊息。
〈擺擺看〉
1987年2月開播的遊戲單元，從現場觀眾中抽選一人參賽。現場設有0~9的數字牌四組，給參賽者自行抽取，放入「仟」「佰」「拾」「個」空格中，但數字排列方式必須是由大至小。
〈大家傷腦筋〉
1987年2月開播的問答單元。每題公布一張圖片，王夢麟公布提示，現場觀眾依據提示發揮聯想力猜圖中是何物。現場觀眾舉手搶答，被點到的觀眾回答。答對者可獲贈價值新台幣500至1800元之間的獎品，答錯者可獲贈飲料、餅乾、海苔等。
1987年3月改為以影片傳達問題，內容有知識性與趣味性，參加搶答者同樣都可獲得獎品，分數最高者可參加〈擺擺看〉。
〈通訊抽獎〉
1987年2月開播。每週有一位歌星進場唱歌或接受訪問，其內容就是謎題。觀眾將答案寫在明信片上，註明姓名、電話號碼、住址，在每週三以前 寄到「中國電視公司《歡樂假期》收」，即可參加抽獎。
〈舞蹈大賽〉
1987年3月開播的舞蹈競賽單元。首先開播的比賽項目是單人舞蹈比賽，評審為周志乾、曹金鈴、董成爐、吳大衛，每集四人參賽。
〈最佳拍檔〉
1987年3月開播的趣味問答單元。王夢麟時期為三對夫妻回答十個考驗夫妻默契的題目，每對夫妻分坐左右兩桌，兩桌之間以木板隔開。每問一個問題，二人將各自的答案寫在自己前方的答案板上。每題二人作答完畢，王夢麟請二人公布各自的答案。最後選出一對最有默契的夫婦，獲選的夫婦可參加〈擺擺看〉。例題：「妳先生每天的零用錢是多少？」「請問太太三圍是多少？」「請問妳先生認為妳最美的是什麼地方？」「請問妳是妳先生的第幾位女朋友？」「請問你與太太第一次約會是在什麼地方？」「請問妳先生最常用什麼方法對妳表示愛意？」
趙樹海時期改為兩位藝人一組參賽，獲選者可參加〈擺擺看〉或〈猜一猜〉。例題：方文琳與裘海正一組，趙樹海問二人：「你覺得你的拍檔哪個地方最小？」方文琳的答案是「上圍」，裘海正的答案是「胸」。
〈流行四十五轉〉
藝人一邊唱歌一邊跳舞，中視大樂隊伴奏。
〈搶歌〉
現場擺放4捲卡式錄音帶任參賽者挑選，每捲錄音帶各已錄製不同語氣的台詞，但只有1捲錄音帶內的台詞是恭喜參賽者中獎。每位參賽者各自播放錄音帶，只有一位參賽者會聽到恭喜參賽者中獎的台詞。例題：第一捲錄音帶內的台詞是「我以沉重的心情告訴你：你已經中獎了——那才怪呢！」，第二捲錄音帶內的台詞是「不得了！不得了！中獎了！中獎了！——可惜，不是你！」，第三捲錄音帶內的台詞是「現在你可以回去買一串鞭炮來放了！——因為，這個獎被別人中去了！」，第四捲錄音帶內的台詞是「現在我以沉重的心情告訴你一件事：你已經中獎了——高級防風熱水器！」
〈情書團〉
1987年8月開播。參賽者分為「紅豆隊」與「綠豆隊」，兩隊座位前方各有一塊擋板，擋板上有貼著剪刀石頭布符號的三支木棍。每一輪開始時，兩隊操控三支木棍玩剪刀石頭布，欲出剪刀就昇起剪刀符號的木棍，依此類推。每人各自抽寫有字串與字的卡片，依卡片內容造句完成情書內容，有時還要自圓其說。最後現場觀眾表決哪一隊獲勝。依現場觀眾表決結果，女參賽者贏者可以擰男參賽者的耳朵，男參賽者贏者可以吻女參賽者的臉頰。
例題：「紅豆隊」隊員為羅璧玲與楊耀東，「綠豆隊」隊員為陳煥昌（小蟲）與崔愛蓮，實況如下：⑴小蟲抽到「在電影院裡你總是……」，即對羅璧玲說「像餓虎般地撲向你」，隨即自圓其說：「到電影院時正餓，想吃東西，所以才會如此想法。」⑵楊耀東抽到「香糖」與「抓」，其造句為：「邊嚼口香糖邊抓香港腳。」⑶羅璧玲抽到「手扒雞」三字，其造句為：「（在）香雞城吃手扒雞。」⑷崔愛蓮抽到「在咖啡屋中」五字，其造句為：「你輕咬我的大鼻子。」⑸楊耀東抽到「錄完影後，我們一起去跳……」，其造句為：「樓。跳樓要注意，不要壓到賣粽子的！」⑹羅璧玲對小蟲表演情書內容「我瞪著鬥雞眼看小蟲」，表演完畢後翻牌只獲得獎金新台幣一百元。⑺楊耀東對崔愛蓮講第一封情書內容「為了你，我情願……」然後學猩猩走路，對崔愛蓮講第二封情書內容「錄完影後，我們一起去跳……」然後說「天鵝湖」。⑻現場觀眾表決楊耀東獲勝，無人投票給小蟲。⑼依現場觀眾表決結果，羅璧玲可以擰小蟲的耳朵，楊耀東可以吻崔愛蓮的臉頰。
〈演技大賽〉
1987年8月開播。參賽者兩人一組表演指定主題的短劇，指定的主題如「偶像」、「分手」。
〈猜一猜〉
1987年8月開播，〈最佳拍檔〉獲選者參賽。現場公布10個只公布2個字的獎項，公布的2個字如「家電」、「來回」、「腦一」。參賽者選定1個獎項，趙樹海問參賽者要不要換，直到參賽者表示不換。參賽者表示不換之後，趙樹海公布參賽者選定獎項的完整內容及其價值新台幣多少錢，例如「家電延長線一條，價值八十元」、「三人份瓶裝牛奶免費飲兩年，價值二萬九千元」。
〈高空爆球〉
遊戲單元。工作人員刺破攝影棚上空的氣球，氣球中的紙條從天而降，參賽者盡力接住一張紙條。參賽者接到的紙條內容是獎品內容或「謝謝光臨」，接到「謝謝光臨」或沒接到紙條者無獎品。
〈有問必答〉
1987年8月開播的問答單元，開放現場觀眾向來賓發問與其有關的問題。
〈我的偶像〉
邀請國內受歡迎的男女歌星參加，他們可以直接與喜愛自己的歌迷交談與玩遊戲。製作單位會嚴格篩選來信報名的歌迷，歌迷必須在節目中表演才藝，才藝項目不設限；例如廚師表演剁烤鴨，大學音樂學系學生演奏二胡或鋼琴。在才藝競賽中獲勝的歌迷可以與其偶像一起完成自己的一個願望，而在完成願望的過程中會有意外的驚喜；例如李碧華的歌迷請李碧華到他家整理臥室，歌迷事先暗藏三隻假蟑螂在被窩裡，李碧華一看到假蟑螂就拿起拖鞋猛打假蟑螂。
〈有話要問〉
趣味問答單元。觀眾向藝人提問，藝人必須照實回答觀眾提出的任何問題，表現藝人較不為人知的一面。
〈快答答快〉
猜拳問答單元。二位參賽者以五官（口、鼻、眼、耳、眉）玩「五官拳」，二人交互作莊家，出拳者出拳與莊家相同者就算輸了。
例題：趙樹海問：「小狗為什麼會撐著電線桿尿尿？」余帝答：「因為余天唱歌時都翹著一條腿，所以他的小狗尿尿也這樣。」
〈明星拳〉
猜拳單元。至少六位藝人互相猜拳，獲勝者可各自從一群有各種水果圖案的板子中抽一塊掛在胸前，在水果板的背面有賞有罰。例如方文琳抽到鳳梨板，鳳梨板背面寫著：「請在場每人捏我臉頰，說：『你好可愛哦！』」
本單元內有一種遊戲稱為「水果舞」，其玩法是：只要參賽者抽到什麼水果圖案的板子，參賽者就必須將有其圖案的板子掛在胸前，同時跟著音樂跳舞表演其形狀。
〈美人投抱〉
猜拳單元。
〈行行有一套〉
1988年4月推出的外景單元。藝人實際從事一些新鮮好玩的行業，體驗箇中甘苦。其中有許多趣味片段，逗得藝人與現場觀眾樂不可支。
〈跳動七十二〉
1988年4月推出的遊戲單元。其中一個遊戲是〈你捏我捏〉：將情歌〈你儂我儂〉改詞為〈你捏我捏〉，二位參賽者隨〈你捏我捏〉音樂起舞，你捏我鼻、我捏你鼻，你捏我耳、我捏你耳。最後一個遊戲是〈刺氣球〉：一位參賽者坐在一隻木馬上，參賽者一手連接心跳感測器，木馬擺在輸送帶上，木馬正前端有一根針，輸送帶終點有一個氣球。若參賽者未能在木馬刺破氣球前將問題回答完畢，則木馬抵達終點，木馬正前端的針刺破氣球。最大獎是一台72吋彩色電視機，價值新台幣八萬元。
〈小巨人〉
1988年5月推出的猜謎單元，口號是：「只要我長大，一定不平凡。」邀集藝人或演藝圈內名人小時候的照片，讓來賓猜照片中的人是誰。公布照片後，製作單位會在看板上列舉幾個人名，給來賓選擇。例題：現場看板公布趙樹海的一張小時候的照片與一張年輕時演唱民歌的照片，趙樹海小時候照片右方列舉幾個選項讓來賓猜照片中人是誰，選項有趙樹海、方正、楊耀東、姜厚任、龐祥麟等，猜方正者有4人。
〈天才畫家〉
內容不詳。
〈我問你答〉
內容不詳。
〈定格猜題〉
內容不詳。

## 前後節目變遷
| 中國電視公司 星期日12:45或12:50 | 中國電視公司 星期日12:45或12:50 | 中國電視公司 星期日12:45或12:50 |
| ------------------------------- | ------------------------------- | ------------------------------- |
|                                 | 歡樂假期                        |                                 |
| —                               | 大警網                          |                                 |